# Gold (musikalbum av Hansson & Karlsson)
Gold är ett samlingsalbum av Hansson & Karlsson, utgivet 1969. Skivan innehåller låtar från gruppens samtliga studioalbum: Monument, Rex och Man at the Moon.

## Låtlista

### Sida A
1. "Richard Lionheart" - 4:14
2. "Space with In" - 6:03
3. "Life" - 2:26
4. "Cordially Yours" - 0:45
5. "Carolus Rex" - 1:48

### Sida B
1. "Live" - 1:14
2. "Peace on Earth" - 3:49
3. "Taxfree" - 7:15
4. "H...K Theme" - 2:50

## Medverkande musiker
- Bo Hansson - orgel
- Janne "Loffe" Carlsson - trummor